# La Bottine Souriante
La Bottine Souriante es un grupo quebequés que toca música folk. 
El grupo, formado en 1976, ha actuado tanto en América del Norte como en Europa.
Su ascensión ha venido  favorecida por el renacer del interés de la juventud por la música tradicional.
Además de los instrumentos clásicos de este tipo de música, el grupo se ha desarrollado acogiendo una sección de percusiones en 1991.
En 2006 llevó a cabo presentaciones en Oceanía por primera vez. 
Recibió tres premios Juno y varios premios Félix. 
En 2008, el grupo realizó cambios drásticos y lucha por su supervivencia.

## Miembros
- Francois Marion: contrabajo, voz, guitarra base
- Éric Beaudry: voz, guitarra, bouzouki, mandolina, ritmo con los pies.
- Pierre Bélisle: teclado, acordeón-piano, piano, Hammdond B-3, trompeta.
- David Boulanger: violón, voz, ritmo con los pies, percusiones.
- Benoit Bourque: voz, acordeones, osselets, ritmo con los pies.
- Robert "Bob" Ellis: trombón bajo, tuba, percusiones.
- Jean Fréchette: saxofón, flauta traversera, flageolet, clarinete, percusiones, voz.
- Jocelyn Lapointe: trompeta, bugle.
- Sandy Silva: danza percusiva
- André Verreault: trombón

## Antiguos miembros
- Yves Lambert: acordeón, voz, guimbarda, armónica, melodeon (1976-2002).
- André Marchand: guitarra, voz, piano (1976-1990).
- Mario Forest: armónica, voz (1976 -1985, de forma intermitente).
- Pierre Laporte: violón, voz, mandolina (1977-1981).
- Gilles Cantin: guitarra, voz (1976-1981) †
- Guy Bouchard: guitarra, violón, voz (1980-1982).
- Martin Racine: violón, voz, mandolina, mandola, guitarra, acordeón piano (1980-1997).
- Daniel Roy: flageolet, guimbarda, huesos, bodhran, voz (1982-1985).
- Jacques Landry: (1977)
- Lisa Ornstein: violón, piano (1978-1979)
- Bernard Simard: guitarra, voz (1984-1987)
- Michel Bordeleau: mandolina, mandola, violón, voz, guitarra, caja clara, ritmo con los pies (1987-2002).
- Denis Fréchette: piano, acordeón piano, voz, guitarra (1988-2000) †
- Laflèche Doré: trompeta (1991-1993) †
- Ron Di Lauro: trompeta, bugle (1994)
- André Brunet: violón, guitarra, ritmo con los pies, voz (1997-2006).
- Pierre-Luc Dupuis: acordeones, armónica, guimbarda, voz (2002-2008).
- Régent Archambault: Contrabajo (1991-2008)

## Discografía
- 1978: Y'a ben du changement
- 1981: Les Épousailles
- 1983: Chick & Swell
- 1986: La traversée de l'Atlantique
- 1987: Tout comme au jour de l'An
- 1988: Je voudrais changer d'chapeau
- 1991: Jusqu'aux p'tites heures
- 1994: La Mistrine
- 1996: En Spectacle
- 1998: Xième (Rock & Reel)
- 2001: Cordial
- 2001: Anthologie
- 2002: Dance with LBS
- 2003: J'ai jamais tant ri
- 2005: Anthologie II
- 2009: Album en cours
- 2011: Appellation d'origine contrôlée